# Runcina ferruginea
Runcina ferruginea is een slakkensoort uit de familie van de Runcinidae. De wetenschappelijke naam van de soort werd voor het eerst geldig gepubliceerd in 1977 door Kress.